# Тороп, Ян
Ян Теодор Тороп (нидерл. Johannes Theodorus Toorop, 20 декабря 1858, Пурвореджо, Ява — 3 марта 1928, Гаага) — крупнейший представитель символизма в нидерландской живописи.

## Биография
Родился в 1858 году на Яве в индонезийско-нидерландской семье. С 1869 года семья жила в Нидерландах. Тороп учился в школе сначала в Лейдене, затем в Винтерсвейке, с 1875 года в Гааге, где он знакомится с представителями гаагской школы живописи, отличающейся реалистическим направлением. В течение двух лет Тороп учился в Высшей технической школе Делфта, и одновременно в Делфте брал уроки живописи у Пауля Тетара ван Элвена. Затем он два года посещал Государственную академию изобразительных искусств (нид.) в Амстердаме, а с 1882 года учился в Академии изящных искусств в Брюсселе.

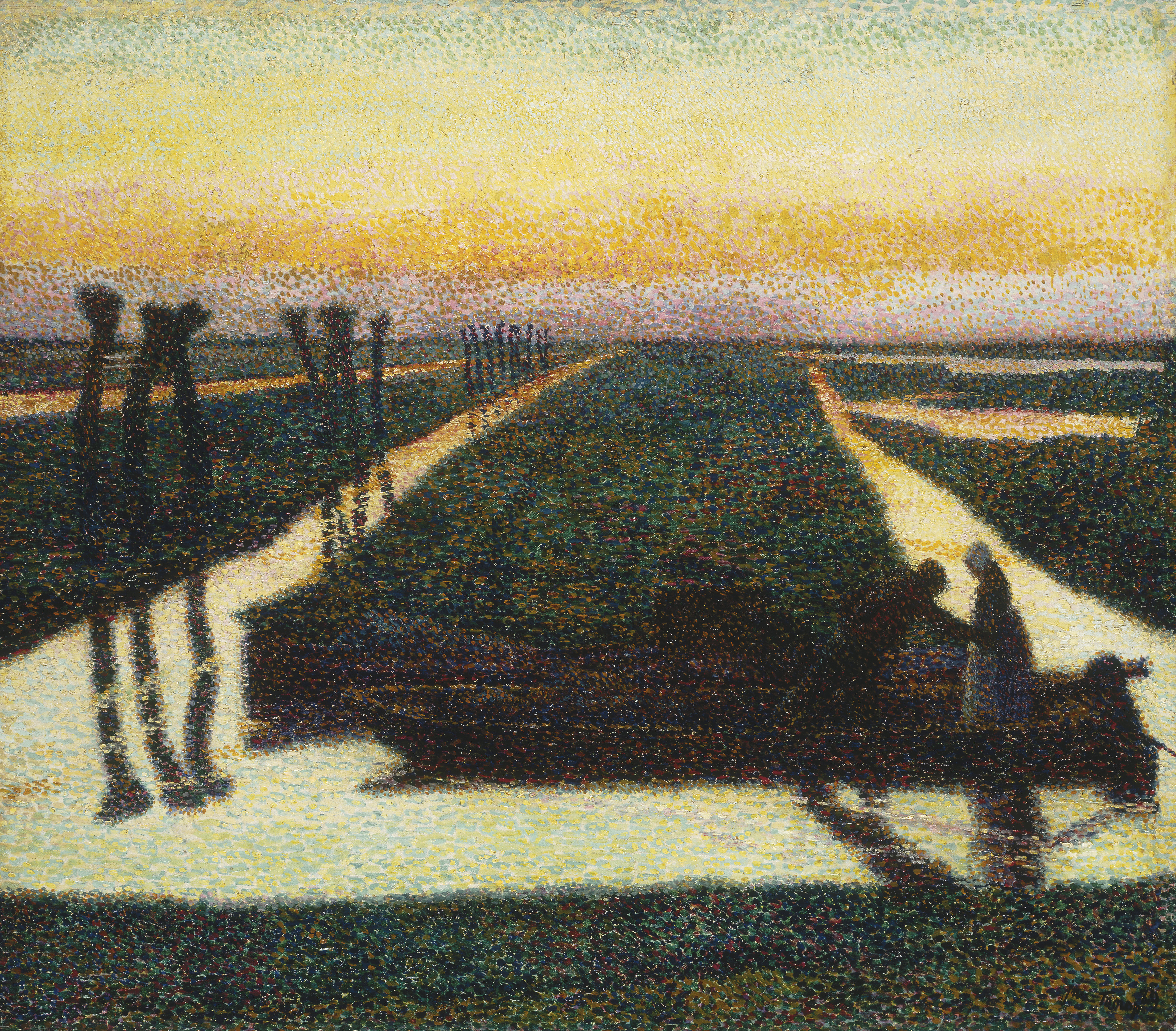
Канал в Ватерланде (1889), Художественный музей Индианаполиса, США

В Бельгии Тороп оставался до 1886 года, посетив Англию, где познакомился с Уистлером и изучал творчество прерафаэлитов, которое произвело на него глубокое впечатление. Он также впервые посетил Париж, в это время фактически главный мировой художественный центр. В Бельгии на Торопа большое влияние оказало творчество символиста Джеймса Энсора. 12 мая 1886 года Тороп женился на англичанке Энни Холл. В том же году они переехали в Англию, а в 1890 году — в Нидерланды (Катвейк-ан-Зее). В 1890 году родилась дочь Чарли, в будущем известнейшая художница.
В конце 1880-х годов Тороп писал картины в стиле пуантилизма и стал первым нидерландским художником, использовавшим эту технику. В Нидерландах он вступил в базирующуюся в Нордвейке художественную группу «Восьмидесятников» (нидерл. de Tachtigers). Постепенно, однако, он сместился к символизму. В 1892 году вступил в сообщество розенкрейцеров. В том же году в Гааге прошла его первая персональная выставка, на которой экспонировались лишь символистские произведения, главные персонажи которых, очевидно, были созданы под влиянием традиционного искусства театра Индонезии. В 1893 году он написал самое известное своё произведение в стиле символизма — «Три невесты».

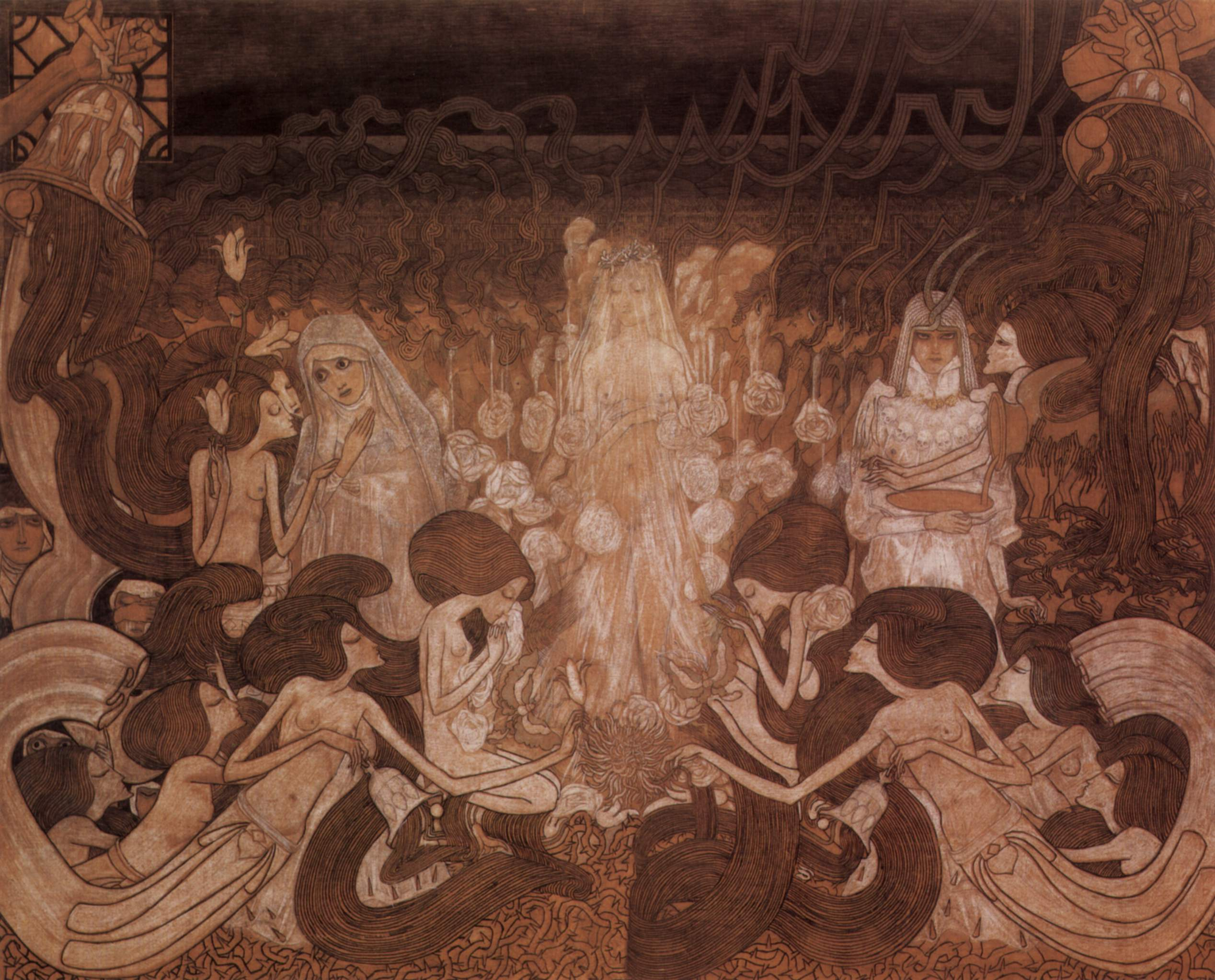
Три невесты, Музей Крёллер-Мюллер, Оттерло

От символизма Тороп постепенно переходит к ар-нуво. В 1895 году выполнил свою первую гравюру на дереве, в дальнейшем графика и иллюстрации занимали существенное место в его творчестве. В 1898 году он уже являлся признанным во всём мире художником, его персональные выставки проходят в том числе в Мюнхене, Дрездене и Копенгагене, в 1900 году он выставляется в Вене на Сецессионе.
С 1899 по 1904 годы Тороп жил в Катвейке, затем, с 1904 года, в Амстердаме. Летом он на несколько месяцев выезжал в Домбург в провинции Зеландия. В 1905 году Тороп, бывший с детства протестантом, перешёл в католицизм, и большую часть времени после этого жил в Домбурге. Его творчество после 1905 года характерно тематикой религиозного символизма, а произведения выполнены в стиле, близком к пуантилизму. Последняя работа в пуантилистском стиле датируется 1907 годом. С 1908 года Тороп жил в Неймегене, с 1916 года до смерти — в Гааге. В 1916 году он начал работу над четырнадцатью стояниями процессии несения Креста для католической церкви святого Бернульфа в Остербеке, пригороде Неймегена. В 1917 году его частично парализовало, но он всё же закончил стояния, которые были освящены в 1919 году. Последние годы Ян Тороп был прикован к инвалидному креслу. В 1923 году он выполнил эскиз двухцентовой почтовой марки. В последние годы он практически не писал маслом, создавая лишь графические произведения и акварели. Тороп умер 3 марта 1928 года в Гааге.

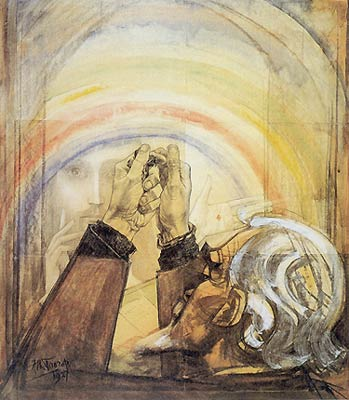
Автопортрет (1927), Городской музей, Амстердам

Во многих городах Нидерландов, в том числе в Гааге и Амстердаме, есть улицы Яна Торопа (нидерл. Jan Tooropstraat).